# 鱒川
鳟川（日语：／）或佩列瓦尔纳亚河（俄语：Река Перевальная）是萨哈林州幌筵岛的河流，源起维尔纳茨基岭雪峠附近，长14公里，流域面积53.4平方公里，由西北向东南流，注入太平洋
。

## 引用
1. ↑  М·Г·瓦西科夫斯基. . 列宁格勒: 气象出版社. 1973 （俄语）.
2. ↑  . Verumwiki.   [2024-01-03]. （原始内容存档于2024-01-03） （俄语）.